# Bormana
Bormana va ser una deessa celta, muller o germana del déu de la mitologia celta anomenat Borvo (Bormanus en llatí). Bormana era una deessa relacionada amb l'aigua i amb la sanació mitjançant l'acció de les aigües minerals i borbollejants de les fonts.
Bormana era adorada juntament amb Borvo a diverses viles celtes, com per exemple a la vila, actualment occitana, de Dia, al departament de Drôme o, de manera independent, a la vila actualment arpitana de Sant-Vulbas, al departament de l'Ain, a França.